# João Café Filho
João Fernandes Café Filho (Natal, Rio Grande do Norte 1899 - Rio de Janeiro 1970) fou un polític brasiler. Era periodista i advocat, militant de l'Aliança Liberal, i educat en la Primera Església Presbiteriana de Natal (fou el primer president brasiler protestant).
Participà en el cop d'estat revolucionari que donà el poder a Getúlio Vargas (revolució de 1930). Fou diputat socioprogressista del 1934 al 1937, però s'exilià a l'Argentina després del viratge dictatorial de Vargas. Tornà al Brasil el 1939, i es mantingué a l'oposició fins al 1950, quan esdevingué vicepresident de la República. Fou nomenat President del Brasil a la mort de Getúlio Vargas el 24 d'agost del 1954, però el 8 de novembre del 1955 fou destituït per un cop d'estat militar.